# Massimo Carnevale
Massimo Carnevale (Roma, Italia, 1967) es un dibujante de historietas e ilustrador italiano conocido por su estilo clasicista, su uso del color y su gran realismo en los retratos.

## Carrera
Massimo publicó su primera portada para el semanal Skorpio en 1990 (el número 42) y la segunda para Lanciostory en el mismo año (el número 46). Ahora es el portadista oficial de los mensuales Dago, Martin Hel y John Doe.
Ha realizado también historias completas, algunas de las cuales llevan también su guion: Último baile de plenilunio (Lanciostory n. 10, 1993), Teodora (Lanciostory n. 52, 1993), La Filastrocca (Lanciostory 29 del 1994), Atentos al lobo (Skorpio n. 30 del 1994), Al rogo (Skorpio n. 52, 1996), Dejadas que el pargolo... (Lanciostory n. 50, 1996). Otras con textos de Luca Raffaelli: El hombre sin memoria, Buffi pacchi y Un diminuto al día. Ha trabajado también sobre textos de Pereira La mascotte (Skorpio, 1993), de Slavich La calle final (Lanciostory, 1994), de Dempsey Fugace Eternidad (Lanciostory, 1994) y de Mazzitelli Sobre la Vetta (Skorpio, 1995).
Tiene una pareja artística en el guionista Lorenzo Bartoli, con el cual ha realizado gran parte de sus obras. De Bartoli ha dibujado diversas historias y cuentos breves: Siempre el mar (Skorpio n. 5, 1997), Amor y Guerra (Lanciostory n. 43, 1996), y Hombres y topi y El don de Eric, estas últimas en volúmenes. Y también, Un tipo geloso (Lanciostory n. 32, 1998), El último sapiente (Skorpio n. 18, 1999), El pez más grueso (Skorpio n. 19, 1998), Don Quijote 2140 (Lanciostory n. 13, 1998), "Teenage-Movie" (Skorpio n. 1, 2004), "Un trabajo creativo" (Skorpio n. 9, 2004), "La pregunta" (Skorpio n. 14, 2004), "Sobre la calle" (Skorpio n. 36, 2004), Un italiano, un francés y un americano (Lanciostory números 15-18, 2005) y muchas otras recogidas en los dos volúmenes I colori di Carnevale.
En el 2003 nace la revista mensual de cómic John Doe, con guiones de Bartoli en la cual ha elaborado el aspecto gráfico de los personajes y dibuja las portadas. En 2006 dibuja la portada de Detective Dante, obra de Bartoli y Roberto Recchioni.
En el 2006 sale para Ediciones BD - Alta Fedeltà la historieta de horror western Garrett; Mássimo Carnevale es el portadista oficial de esta miniserie de cuatro volúmenes.
Para el mercado estadounidense realiza las portadas de Y - El último hombrede la DC Comics, bajo la etiqueta Vertigo. En 2007 empieza la colaboración con Sergio Bonelli Editor y realiza con guion de Roberto Recchioni “Fuera de Tiempo Máximo” para el n° 1 de Dylan Dog Color Fest y Dylan Dog número 280 “Mater Morbi”. Con los textos de Lorenzo Bartoli “Una situación Pesante” para Dylan Dog Color Fest Humor y Northlanders. También hace las portadas de la serie basada en la novela de Stephen King The Talisman de la editorial Del Rey. Para la Dark Horse ha publicado portadas para las series Terminator 2029 y Mass Effect: evolution. También para la Dark Horse realiza 12 portadas para Orchid de Tom Morello y Conan The Barbarian de Brian Wood. Para la editorial Bonelli, en 2020, dibuja un álbum especial de Tex.

## Premios
- 1997: Lucca Comics – Mención Especial
- 2000: Reggio Emilia – Premio ANAFI
- 2000: Roma (Romics) - Premio Caran De Ache.
- 2001: Lucca – Mejor volumen de autor italiano El Don de Eric
- 2003: Lucca – Premio Mejor portadista.
- 2005: Nápoles (Comicon) – Premio Attilio Micheluzzi como Mejor Dibujante
- 2005: Milán (Comiconvention) - Premio Ayaaaak al Mejor Portadista.
- 2005: Milán - Premio Cocco Bill como Mejor Dibujante
- 2006: Premio Nubes – Mejor Portada Italiana John Doe n. 21
- 2006: Bolonia (Bolonia Comics) - Premio Ayaaaak.
- 2006: Lucca Comics – Premio Mejor Portadista[1]
- 2007: Milán (Cartoomics) - Premio Ayaaaak.
- 2008: Milán (Cartoomics) - Premio Ayaaaak.
- 2008: Lucca Comics - Premio Gran Guinigi como Mejor Dibujante.
- 2009: Mantova - Comicus Prize como Mejor portadista italiano.
- 2009: Milán (Cartoomics) - Premio Ayaaaak al Mejor portadista.
- 2011: Mantova - Comicus Prize 2001-2010 - Mejor portadista italiano.